# در برابر اسلحه
در برابر اسلحه (انگلیسی: End of a Gun) یک فیلم اکشن آمریکایی محصول سال ۲۰۱۶ به کارگردانی کئونی واکسمن که در نقش اصلی این فیلم را استیون سیگال بازی می‌کند.

## داستان
یک مأمور بازنشسته اف‌بی‌آی (استیون سیگال) که هم‌اکنون به عنوان نگهبان در فروشگاهی مشغول به کار است، به‌طور اتفاقی با زنی آشنا می‌شود که ۲ میلیون دلار از رئیس یک باند مواد مخدر، سرقت کرده‌است. حال این مأمور قصد دارد تا از جان این زن محافظت کند ولی …

## بازیگران
- استیون سیگال در نقش دکر
- فلورین پیرسیک جونیور
- جید یوئن در نقش لیزا دورانت
- یعقوب گروودنیک
- جاناتان روزنتال در نقش لوک

## تولید
داستان فیلم در فرانسه قرار دارد، اما در اوت-سپتامبر ۲۰۱۵ در رومانی، نیواورلئان و آتلانتا، جورجیا فیلمبرداری شد.